# Мяньсянь
Мянься́нь (кит. упр. 勉县, пиньинь Miǎn xiàn) — уезд городского округа Ханьчжун провинции Шэньси (КНР). Название уезда происходит от реки Мяньшуй.

## История
При империи Хань был создан уезд Мяньян (沔阳县, «с янской стороны от реки Мяньшуй»).
В эпоху Южных и Северных династий эти земли не раз переходили из рук в руки, а их административное устройство часто менялось. При империи Северная Вэй в 505 году восточная часть уезда Маньян была выделена в уезд Хуаян (华阳县), а в западной части уезда Маньян был создан уезд Бочжун (嶓冢县); все три уезда были подчинены округу Хуаян (华阳郡).
При империи Суй в 581 году уезд Мяньян был присоединён к уезду Бочжун. В 583 году был расформирован округ Хуаян, а уезд Хуаян также был присоединён к уезду Бочжун. В 607 году уезд Бочжун был переименован в Сисян (西县).
После монгольского завоевания в 1258 году был создан уезд Дошуй (铎水县). В 1267 году уезд Сисян был подчинён области Мяньчжоу (沔州), а в 1283 году власти области Мяньчжоу перебрались в уезд Дошуй. Уезд Сисян был присоединён к уезду Люэян.
При империи Мин уезд Дошуй был в 1370 году расформирован, а его земли перешли под непосредственное управление областных властей. В 1374 году область была понижена в статусе и стала уездом — так появился уезд Мяньсянь.
Во время гражданской войны этот регион был занят войсками коммунистов в декабре 1949 года. В 1951 году был создан Специальный район Наньчжэн (南郑专区), и уезд вошёл в его состав. В октябре 1953 года Специальный район Наньчжэн был переименован в Специальный район Ханьчжун (汉中专区). В 1958 году был расформирован уезд Баочэн (褒城县), а его земли были разделены между уездом Мяньсянь и городом Ханьчжун. В 1964 году в рамках общенациональной программы по упрощению иероглифов написание названия уезда было изменено с 沔县 на 勉县. В 1969 году Специальный район Ханьчжун был переименован в Округ Ханьчжун (汉中地区).
В 1996 году постановлением Госсовета КНР были расформированы округ Ханьчжун и город Ханьчжун, и образован городской округ Ханьчжун.

## Административное деление
Уезд делится на 1 уличный комитет и 17 посёлков.